# Lari
Lari georgian (în georgiană: ლარი; cod ISO 4217: GEL) este unitatea monetară oficială a Georgiei, având ca subunități tetri (1 lari = 100 tetri). Monedele existente au valori de: 1, 2, 5, 10, 20, 50 tetri și 1, 2 lari, iar bancnotele sunt de 1, 2, 5, 10, 20, 50, 100, 200 și 500 de lari. El e notat: ლ, sau ₾.
Această monedă nu este folosită în cele două republici autonome din Georgia: Abhazia și Osetia de Sud.

## Etimologie
Cuvântul lari, în limba veche georgiană, semnifica „tezaur”, „comoară”, „avere”, „proprietate”, iar tetri era o unitate monetară georgiană folosită în secolul al XIII-lea. Cuvântul tetri  (თეთრი) semnifică „alb”, și, prin urmare, desemna monede de argint.

## Istorie
În trecut, între  monedele georgiene se numărau abazi georgian și maneti georgian / manatul georgian.
Abazi sau abaz (în georgiană აბაზი) a fost o monedă de argint care a circulat în Georgia din secolul al XVII-lea până în secolul al XIX-lea. Era subdivizată în 200 de dinari.

De-a lungul secolului al XIX-lea, Imperiul Rus a ocupat treptat toate provinciile georgiene. Această monedă a continuat să circule. Față de deviza rusă, 10 dinari erau echivalenți cu 1 copeică. Rubla rusă a fost introdusă în 1833, la o rată de 5 abazi = 1 rublă rusă. Totuși monedele georgiene au continuat să circule până în 1850.
După Revoluția din Octombrie, Georgia a obținut Independența față de statul rus. A fost introdusă în circulație o nouă monedă denumită maneti (în georgiană მანეთი, iar în rusă грузинский рубль, adică: „rublă georgiană / rublă gruzină”). Maneti a fost moneda Republicii Democrate Georgia și a Republicii Sovietice Socialiste Georgiene, din 1919 până în 1923. După anexarea Georgiei de către Uniunea Sovietică (1921), maneti georgian a fost înlocuit cu rubla sovietică. 
La 9 aprilie 1991, Georgia a obținut Independența față de Uniunea Sovietică. În 1993, moneda lari a fost inițial emisă sub formă de cupoane, pentru a înlocui, la paritate, rubla sovietică. Această formă de lari a încetat să existe la sfârșitul perioadei de hiperinflație.
La 2 octombrie 1995, guvernul condus de Eduard Șevardnadze a înlocuit sistemul cupoanelor prin lari, la o rată de 1 milion de cupoane pentru un lari. De atunci, cursul monedei georgiene a rămas relativ stabil. În toamna lui 2010, rata oficială de schimb era de 2,42 GEL pentru un euro, iar în vara lui 2012 era de 2,02 GEL pentru un euro.

## Galerie de imagini

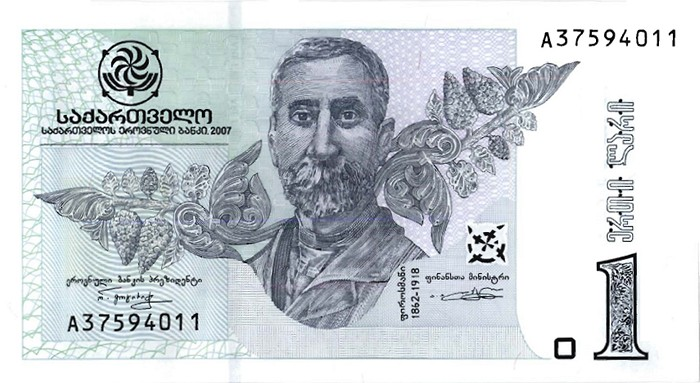
Bancnota de 1 lari; avers: Niko Pirosmani, pictor georgian de la sfârşitul secolului al XIX-lea şi începutul secolului al XX-lea
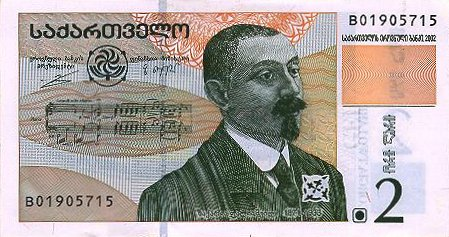
Bancnota de 2 lari; avers: compozitorul Zakaria Paliașvili;
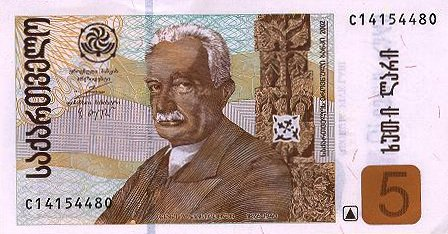
Bancnota de 5 lari; avers: istoricul Ivane Javahișvili;
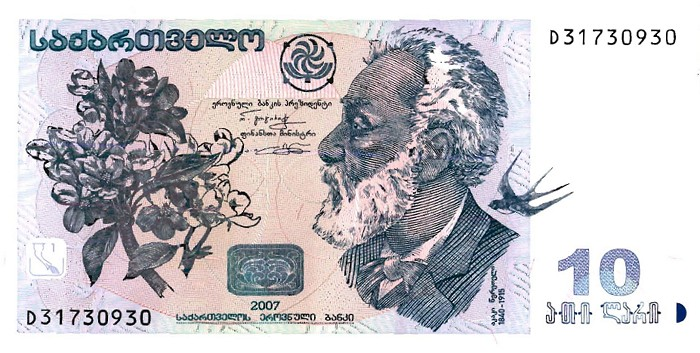
Bancnota de 10 lari; avers: poetul Akaki Țereteli;
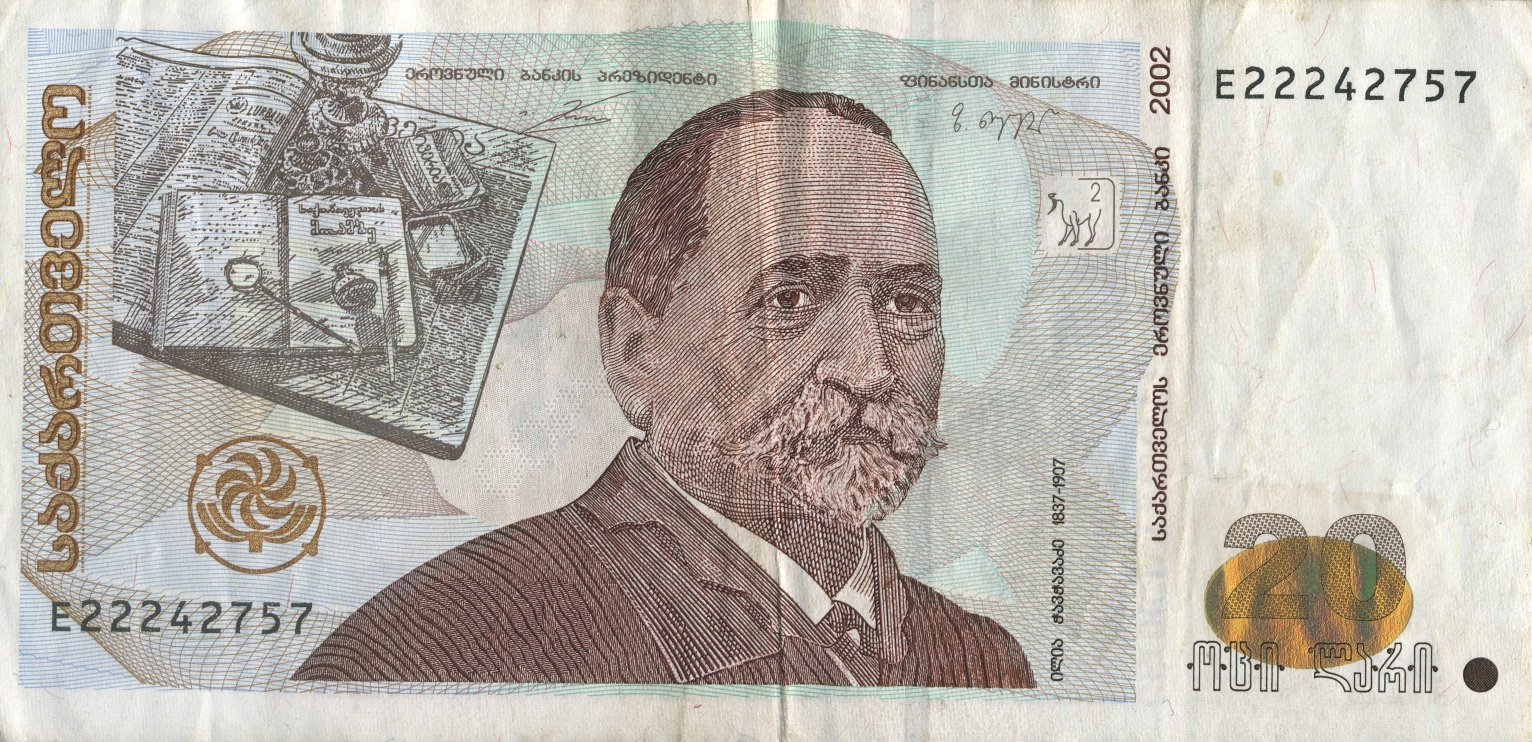
Bancnota de 20 lari; avers: omul politic şi scriitorul Ilia Şavşavdze;
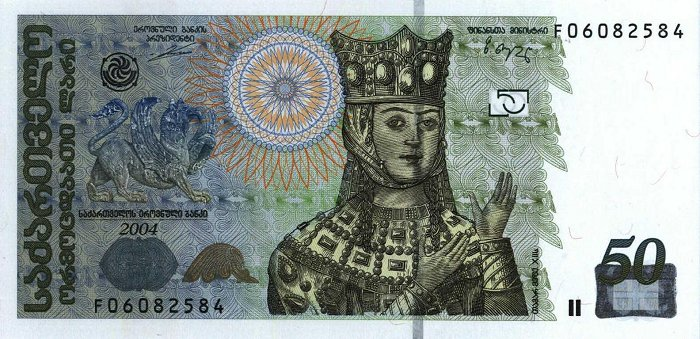
Bancnota de 50 lari; avers: regina Tamara a Georgiei; pe revers, o ilustraţie a poemului epic Viteazul în piele de tigru[2].
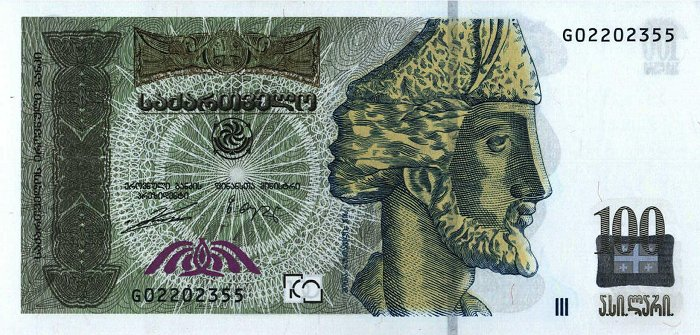
Bancnota de 100 lari; avers: poetul Şota Rustaveli;
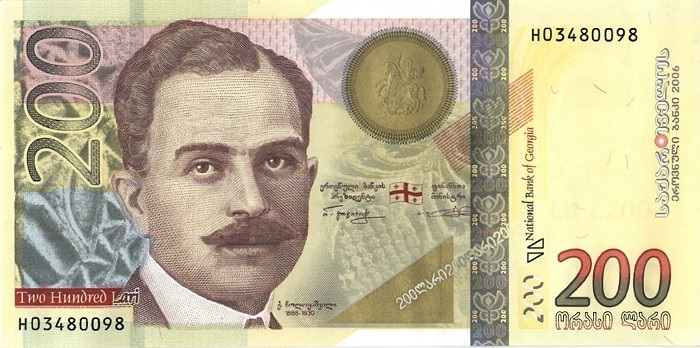
Bancnota de 200 lari; avers: Kakuţa Şolokaşvili;
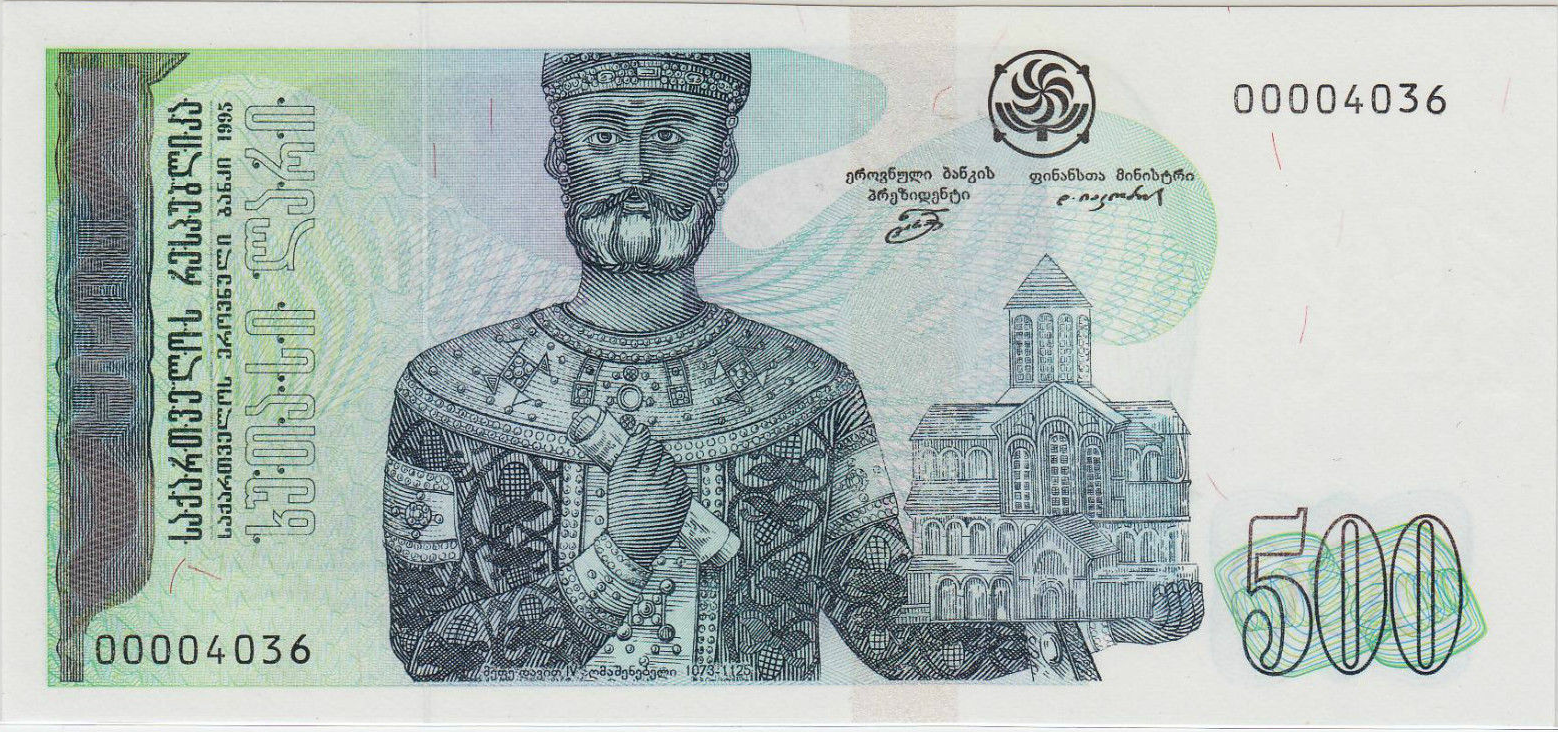
Bancnota de 500 de lari; avers: David al IV-lea al Georgiei.